# Befotaka (Atsinanana)
Befotaka is een plaats en commune in het zuiden van Madagaskar, behorend tot het district Mahanoro, dat gelegen is in de regio Atsinanana. Tijdens een volkstelling in 2001 telde de plaats 15.026 inwoners.